# ومپس
د ومپس (به انگلیسی: The vamps) یک گروه راک پاپ پسرانه بریتانیایی است که متشکل از برد سیمپسون (خواننده و گیتار)، جیمز مک وی (گیتار و آواز)، کانر بل (گیتار و آواز) و تریستان ایوانز (درامر) است. آن‌ها برای اولین بار در اواخر سال ۲۰۱۲ با اپلود کردن آهنگ در یوتیوب شهرت پیدا کردند که منجر به مقایسه این گروه با وان دایرکشن شد و به عنوان یک بوی بند نامیده شدند. آن‌ها در نوامبر ۲۰۱۲ به مرکوری رکوردز امضا شدند. طرفداران این گروه ومپت (به انگلیسی: Vampette) نامیده می‌شوند.